# Groeve achter de Kalkbranderij

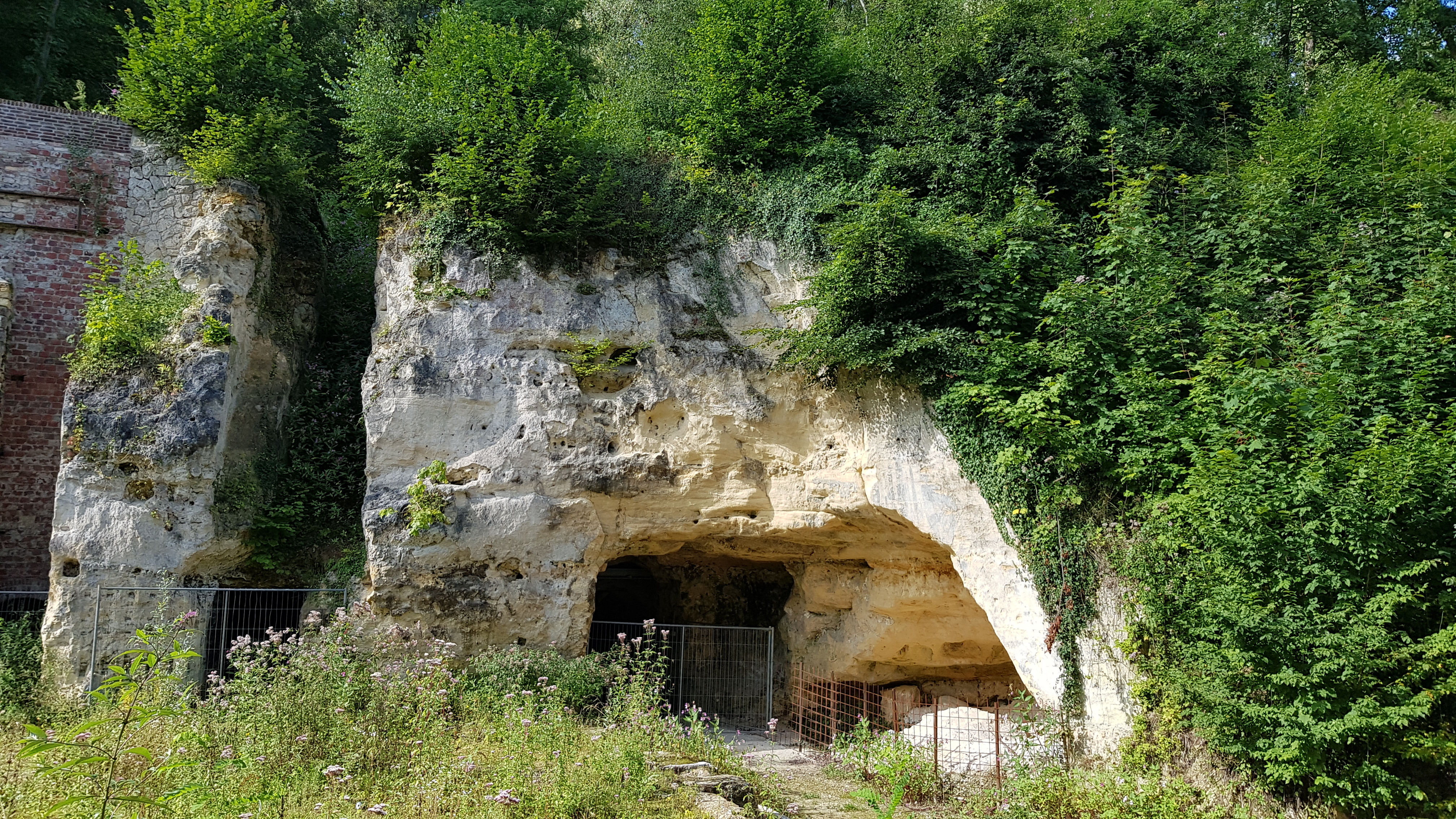
een westelijke ingang van Groeve achter de Kalkbranderij

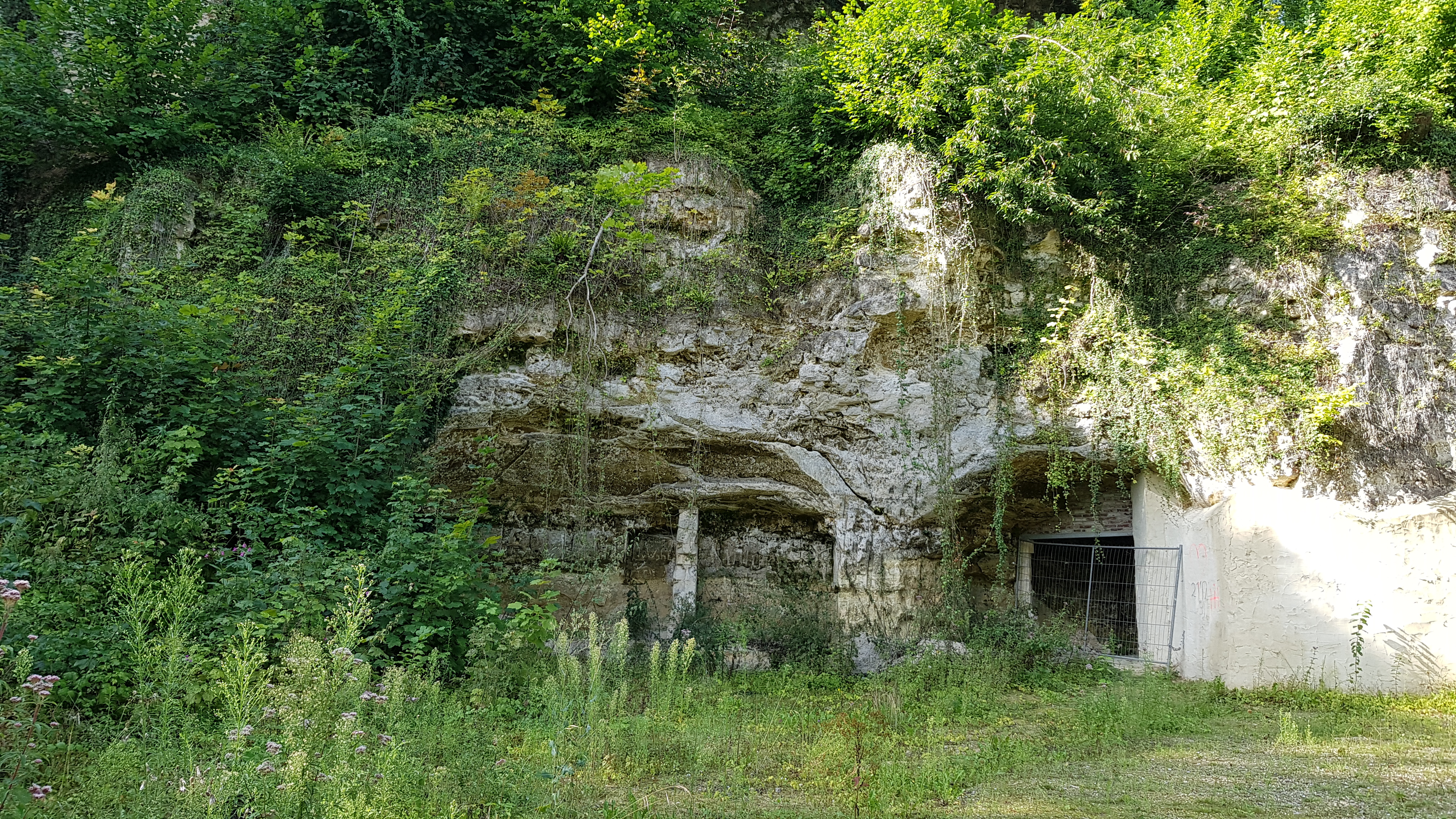
oostelijke ingangen van Groeve achter de Kalkbranderij

De Groeve achter de Kalkbranderij is een Limburgse mergelgroeve in het Geuldal in de Nederlandse gemeente Valkenburg aan de Geul in Zuid-Limburg. De ondergrondse groeve ligt ten noordwesten van Geulhem ten zuidoosten van camping 't Geuldal. Ze ligt onder een hellingbos nabij de weg Gemeentebroek. De groeve ligt aan de noordwestkant van het Plateau van Margraten in de overgang naar het Maasdal. In de omgeving duikt het plateau een aantal meter steil naar beneden.
Op ongeveer 35 meter naar het noordwesten ligt de Groeve westelijk van Kalkbranderij, op ongeveer 150 meter naar het noordwesten ligt de ingang van de Schuncktunnel en naar het zuiden ligt hoger op de helling de Groeve in de Dolekamer. Op ongeveer 150 meter naar het zuidoosten ligt de tunnelingang van de Curfsgroeve met de ernaast gelegen Kalkoven bij ingang Curfsgroeve.
Direct tussen de verschillende ingangen van de groeve bevindt zich een kalkoven, de Kalkoven bij Curfsgroeve.

## Geschiedenis
De groeve werd door blokbrekers ontgonnen voor de winning van kalksteenblokken.

## Groeve
De Groeve achter de Kalkbranderij bestaat uit een enkele lage gang die in vervallen toestand verkeert. Verder heeft de groeve enkele gangen van een tiental meters lang.
De beheerder van de groeve is Het Limburgs Landschap.
In 2016 werd de groeve op veiligheid beoordeeld en werd afgekeurd. Het dak van de groeve bleek in slechts staat en er zijn delen van het dak losgekomen, waarvan een deel al gevallen is.